# Mikhail Pervoukhine
Mikhail Georgiyevich Pervoukhine (russe : Михаи́л Гео́ргиевич Перву́хин   Перву́хин) né à Iouriouzan, dans le gouvernement d'Oufa dans l'empire de Russie le 14 octobre 1904 (27 octobre dans le calendrier grégorien) et décédé le 22 juillet 1978 à Moscou était un responsable soviétique de l'ère Staline et de l'ère Khrouchtchev. Il a été premier vice-président du Conseil des ministres, littéralement premier vice-premier ministre de l'Union soviétique, de 1955 à 1957 et l'un des superviseurs du développement de la bombe atomique soviétique.

## Jeunesse et carrière
Il est né le 14 octobre 1904 dans le village de Iouriouzan, gouvernement d'Oufa, Empire russe, dans une famille d'un forgeron. Pervoukhine est devenu membre du Parti communiste russe en 1919. D'août à septembre 1919, Pervoukhine était membre de la commission municipale de Zlatooust sur la nationalisation des biens appartenant à la bourgeoisie. Il a combattu aux côtés des bolcheviks lors de la guerre civile russe dans le sud de l'Oural.
Diplômé en 1929 du département d'électricité de l'université russe d'économie Plekhanov avec un diplôme d'ingénieur électrique, Pervoukhine a travaillé chez Mosenergo, la compagnie d'électricité de Moscou ainsi que pour le commissariat du peuple à l'industrie lourde fin 1937. Au cours de la Grande Purge, Pervoukhine a été promu chef adjoint du Bureau de l'administration de l'énergie électrique de Moscou, puis chef. Le 24 janvier 1939, il fut nommé au poste nouvellement créé de commissaire du peuple aux centrales électriques et obtint un siège au Comité central du Parti communiste de l'Union soviétique au 18e Congrès du parti.

## La Seconde Guerre mondiale et l'ère stalinienne
De 1940 à 1942, pendant la Seconde Guerre mondiale, Pervoukhine a été vice-président du Conseil des commissaires du peuple (littéralement, vice-premier ministre soviétique) et de 1943 à 1950, il a été ministre de l'Industrie chimique. Aux côtés de Boris Vannikov, il était l'adjoint de Viatcheslav Molotov à la commission du Comité d'État à la Défense chargée du développement de la bombe atomique soviétique depuis 1943, responsable du projet uranium de la commission. Il était un des 9 membres choisi personnellement par Joseph Staline pour superviser le développement de la bombe atomique. Il a également été président de la Commission d'État chargée des essais RDS-1 sur le site d'essais nucléaires de Semipalatinsk.
En 1950, Pervouhkine fut à nouveau nommé vice-président du Conseil des ministres et en 1952, lors du 19e Congrès du Parti, il fut élu membre du Présidium, rebaptisé Politburo. Toujours en 1952, Pervoukhine a prononcé le discours principal lors de la commémoration du 35e anniversaire de la Révolution d'Octobre. Si Staline était absent ou ne pouvait pas exercer ses fonctions de président du Conseil des ministres, les réunions du gouvernement sont présidées tour à tour par Pervoukhine, Lavrenti Beria ou Maksim Saburov.
En 1953, un communiqué après une cession du Soviet suprême révèle l'ordre de préséance des dirigeants soviétiques et Pervouhkine est le 9e personnage de l'Etat, après Gueorgui Malenkov, Viatcheslav Molotov, Nikita Khrouchtchev, Kliment Vorochilov, Nikolaï Boulganine, Lazare Kaganovitch, Anastase Mikoïan et Maksim Sabourov puis au 7e rang à la faveur de la disgrâce de Vorochilov.

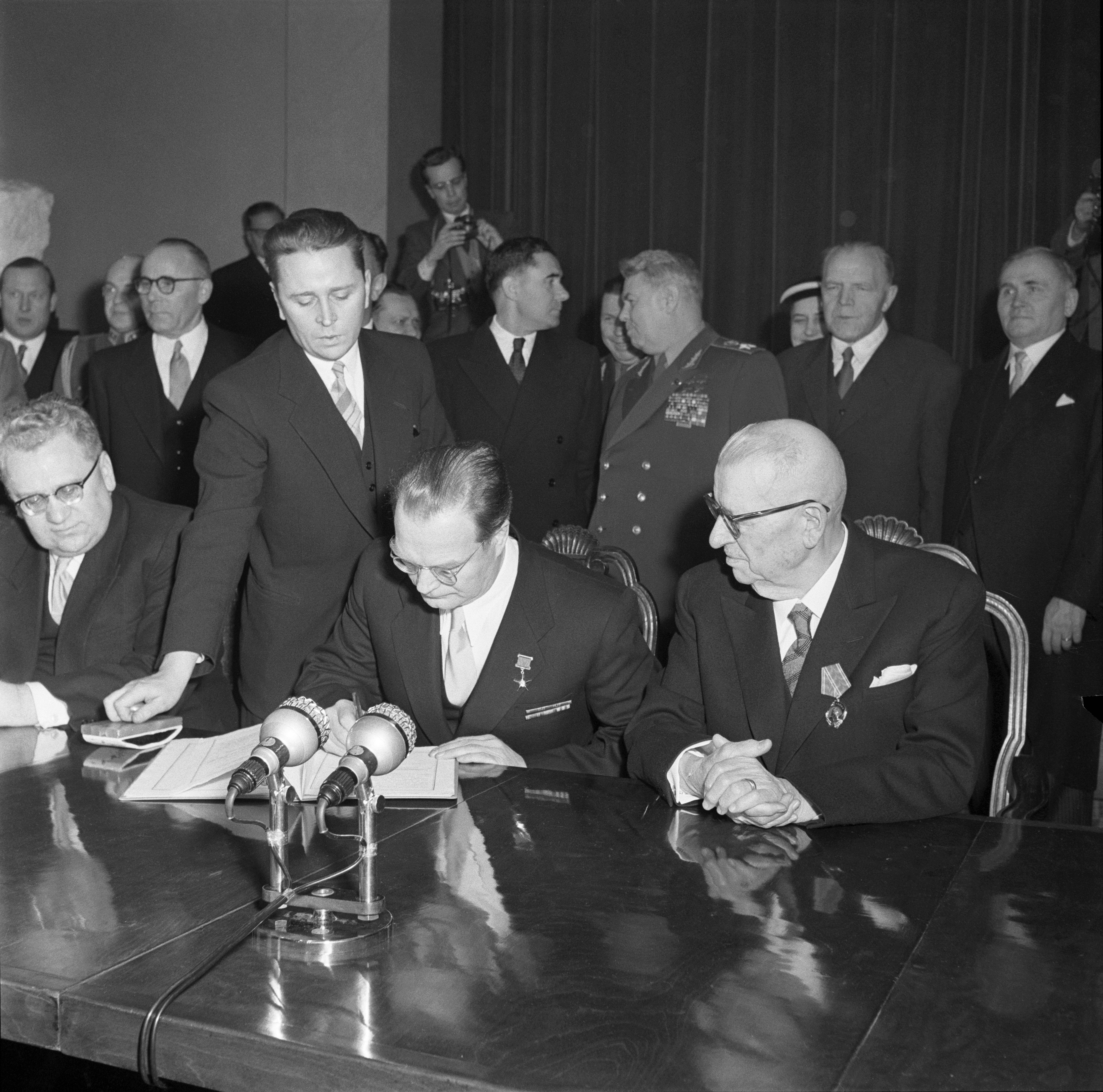
Mikhail Pervoukhine signant avec Juho Kusti Paasikivi à l'ambassade de l'Union Soviétique d'Helsinki le 26 janvier 1956 la restitution de Porkkala et de la base navale de Porkkala.

## L'ère post-stalinienne
Dans le cadre des changements intervenus dans l’ère post-stalinienne, une direction collective a été établie, Gueorgui Malenkov et Nikita Khrouchtchev se disputant le contrôle. Au tout début, Pervoukhine, avec Gueorgui Joukov et Maksim Saburov, ont participé activement à la prise de décision en matière de politique étrangère. Pervoukhine fut successivement ministre de l'énergie et de l'industrie électrique, président du Bureau des industries énergétiques, chimiques et forestières, du Conseil des ministres puis nommé premier vice-président du Conseil des ministres le 28 février 1955 et, du 25 décembre 1956 au 10 mai 1957, président du Gosplan, nommé par le président du Conseil des ministres Nikolaï Boulganine. Il est ensuite nommé ministre de la construction des machines moyennes pour s'occuper des questions atomiques.
Pervoukhine s'est opposé à la réforme du Soviet économique régional de Khrouchtchev, dont le principal objectif était de réduire les pouvoirs et les fonctions des ministères centraux. Il a déclaré à Khrouchtchev et à d'autres membres du Présidium que cette réforme affaiblirait l'administration et que la centralisation et la spécialisation qui avaient été la pierre angulaire du système seraient perdues. Au lieu de cela, il a proposé de réduire le nombre de ministères centraux et de créer des commissions territoriales pour assurer une « coopération horizontale ». Plus tard, en 1957, Pervoukhine rejoignit le groupe anti-parti dans le but de destituer Khrouchtchev de son poste de premier secrétaire du parti communiste de l'Union soviétique.

## Ambassadeur en Allemagne de l'Est
À la suite de l'échec de la tentative de destitution de Khrouchtchev (affaire du groupe anti-parti), Pervoukhine fut rétrogradé au rang de membre sans droit de vote du Præsidium et devint ambassadeur de l'Union soviétique en Allemagne de l'Est en 1958. En tant qu'ambassadeur, il a observé que « la présence à Berlin d'une frontière ouverte et essentiellement incontrôlée entre les mondes socialiste et capitaliste incite involontairement la population à faire une comparaison entre les deux parties de la ville, ce qui malheureusement ne se révèle pas toujours en faveur du Berlin démocratique ». Il est resté prudent, jusqu'à sa création, quant à l'établissement d'une barrière entre Berlin-Est et Berlin-Ouest ; il pensait que la création d'une barrière augmenterait les sympathies antisoviétiques non seulement à Berlin mais aussi en Allemagne. Au lieu de cela, il a proposé trois options : 1) « introduire des mesures restrictives » pour que les Allemands de l'Est puissent entrer à la fois à Berlin-Est et à Berlin-Ouest ; 2) renforcer la sécurité des frontières ; 3) arrêter la libre circulation entre les deux villes. Il a toutefois admis que la fermeture des frontières était une possibilité, affirmant que si la situation politique se dégradait, le régime est-allemand et les Soviétiques n’auraient pas d’autre choix.
Lors du 22e Congrès du Parti en 1961, Pervoukhine perd son siège au Comité central. Piotr Abrasimov lui succéda à son poste d'ambassadeur soviétique en Allemagne de l'Est à la fin de 1962,.

## Poursuite du développement de l'industrie nucléaire en URSS
Ensuite il poursuivi son activité en lien avec le développement de l'industrie nucléaire en étant, de 1963 à 1965, responsable du département de l'énergie et de l'électrification du Conseil suprême de l'économie nationale, et, à partir de 1965, responsable du département de l'aménagement du territoire et des sites de production. Pervoukhine a été un membre du conseil d'administration du Comité national de planification de l'URSS, a également participé aux commissions d'acceptation de nouvelles centrales nucléaires (dont la Centrale nucléaire d'Obninsk) et a travaillé en étroite collaboration avec le ministère de l'ingénierie moyenne de l'URSS, et également avec l'Institut Kourtchatov et son directeur Anatoli Aleksandrov.
Pervoukhine est décédé le 22 juillet 1978 et a été enterré au cimetière de Novodievitchi, à Moscou.
Une plaque commémorative est apposée sur l'immeuble où il vivait, 3 passage Romanov (anciennement rue Granovsky), dans le quartier Arbat à Moscou.

## Grade, décorations et récompenses
- Héros du travail socialiste (1949)
- Cinq ordres de Lénine (à l'occasion de l'attribution de l'Ordre de Lénine à Pervoukhine le 13 octobre 1954 lors de son cinquantième anniversaire, le New York Times le décrit comme l'un des neuf organisateurs industriels les plus remarquables de l'URSS.)[11]
- Ordre de la Révolution d'Octobre
- Ordre du Drapeau Rouge du Travail
- Son grade est lieutenant-général (1944).